# Bopyrinina dorsimaculata
Bopyrinina dorsimaculata is een pissebed uit de familie Bopyridae. De wetenschappelijke naam van de soort is voor het eerst geldig gepubliceerd in 1933 door Sueo M. Shiino.